# Back There
"Back There" is een aflevering van de Amerikaanse televisieserie The Twilight Zone.

## Plot

### Opening
Witness a theoretical argument, Washington D.C., the present. Four intelligent men talking about an improbable thing like going back in time. A friendly debate revolving around a simple issue: Could a human being change what has happened before? Interesting and theoretical, because who ever heard of a man going back in time, before tonight, that is. Because this is the Twilight Zone.
— Rod Serling

### Verhaal
Het is 14 april 1961. Peter Corrigan heeft net met een enkele van zijn vrienden van de Potomac Club een discussie gehad over, of het ooit mogelijk zal zijn door de tijd te reizen. Wanneer hij thuiskomt, voelt hij zich onwel worden.
Wanneer Peter even later bijkomt, blijkt hij in het jaar 1865 te zijn, op de dag van de moord op Abraham Lincoln. Hij haast zich naar Ford's Theatre in een poging iedereen te waarschuwen, maar hij wordt gearresteerd wegens het zaaien van paniek. Later die dag wordt Peter weer vrijgelaten, maar dan heeft de aanslag al plaatsgevonden. Peter beseft dat hij te laat is om de moord te voorkomen.
Peter keert weer terug naar het heden op dezelfde mysterieuze manier als dat hij in het verleden was beland. Wanneer hij weer bij de club komt, ziet hij dat een van zijn vrienden opeens een rijk man is geworden. Wanneer Peter hierna vraagt, zegt de man dat hij zijn fortuin heeft geërfd van zijn overgrootvader, de enige politieagent die Peter wel geloofde toen die iedereen probeerde te waarschuwen en een beroemdheid is geworden door zijn poging de moord te voorkomen.

### Slot
Mr. Peter Corrigan, lately returned from a place 'back there,' a journey into time with highly questionable results, proving on one hand that the threads of history are woven tightly and the skein of events cannot be undone, but on the other hand, there are small fragments of tapestry that can be altered. Tonight's thesis to be taken as you will, in the Twilight Zone.
— Rod Serling

## Rolverdeling
- Russell Johnson : Peter Corrigan
- Paul Hartman : Police sergeant
- John Lasell : John Wilkes Booth
- Bartlett Robinson : William
- Nora Marlowe : Kamermeisje
- Raymond Bailey : Kale kaartspeler
- Raymond Greenleaf : Kaartspeler met bril
- John Eldredge : Vierde kaartspeler
- John Gavin : Politieagent
- Jean Inness : Mrs. Landers
- Pat O'Malley: Attendant

## Trivia
- Russell Johnson speelde al eerder mee in een aflevering met als thema “tijdreizen”; te weten de aflevering "Execution".
- Deze aflevering staat op volume 22 van de DVD-set.